# Matricea lui Cauchy
Matricea lui Cauchy este o matrice A de tip {\displaystyle m\times n}, cu elementele de forma:
{\displaystyle a_{ij}={\frac {1}{x_{i}-y_{j}}};\quad x_{i}-y_{j}\neq 0,\quad 1\leq i\leq m,\quad 1\leq j\leq n}
{\displaystyle A={\begin{bmatrix}{\frac {1}{x_{1}-y_{1}}}&{\frac {1}{x_{1}-y_{2}}}&\dots &{\frac {1}{x_{1}-y_{n}}}\\{\frac {1}{x_{2}-y_{1}}}&{\frac {1}{x_{2}-y_{2}}}&\dots &{\frac {1}{x_{2}-y_{n}}}\\\dots \dots \dots \\{\frac {1}{x_{m}-y_{1}}}&{\frac {1}{x_{m}-y_{2}}}&\dots &{\frac {1}{x_{m}-y_{n}}}\end{bmatrix}}}

## Determinantul lui Cauchy
Pentru cazul particular {\displaystyle m=n}, determinantul matricii este:
{\displaystyle \det \mathbf {A} ={{\prod _{i=2}^{n}\prod _{j=1}^{i-1}(x_{i}-y_{j})(y_{j}-y_{i})} \over {\prod _{i=1}^{n}\prod _{j=1}^{n}(x_{i}-y_{j})}}}

## Proprietăți
- Determinantul lui Cauchy este nenul și astfel orice matrice pătrată de tip Cauchy este inversabilă. Inversa este A-1=B = [bij] dată de:

{\displaystyle b_{ij}=(x_{j}-y_{i})A_{j}(y_{i})B_{i}(x_{j})\,}
unde Ai(x) și Bi(x) sunt polinoamele lui Lagrange pentru {\displaystyle (x_{i})} , respectiv {\displaystyle y_{j}}.